# Средняя Ловать
Средняя Ловать — деревня в Старорусском районе Новгородской области в составе Залучского сельского поселения.

## География
Находится в южной части Новгородской области на расстоянии приблизительно 26 км на юго-восток по прямой от районного центра города Старая Русса на левом берегу реки Ловать.

## История
На карте 1942 года деревня еще не была отмечена. Появляется она только на карте 1981 года.

## Население
Численность населения: 48 человек (русские 96 %) в 2002 году, 41 в 2010.